# یوشینو

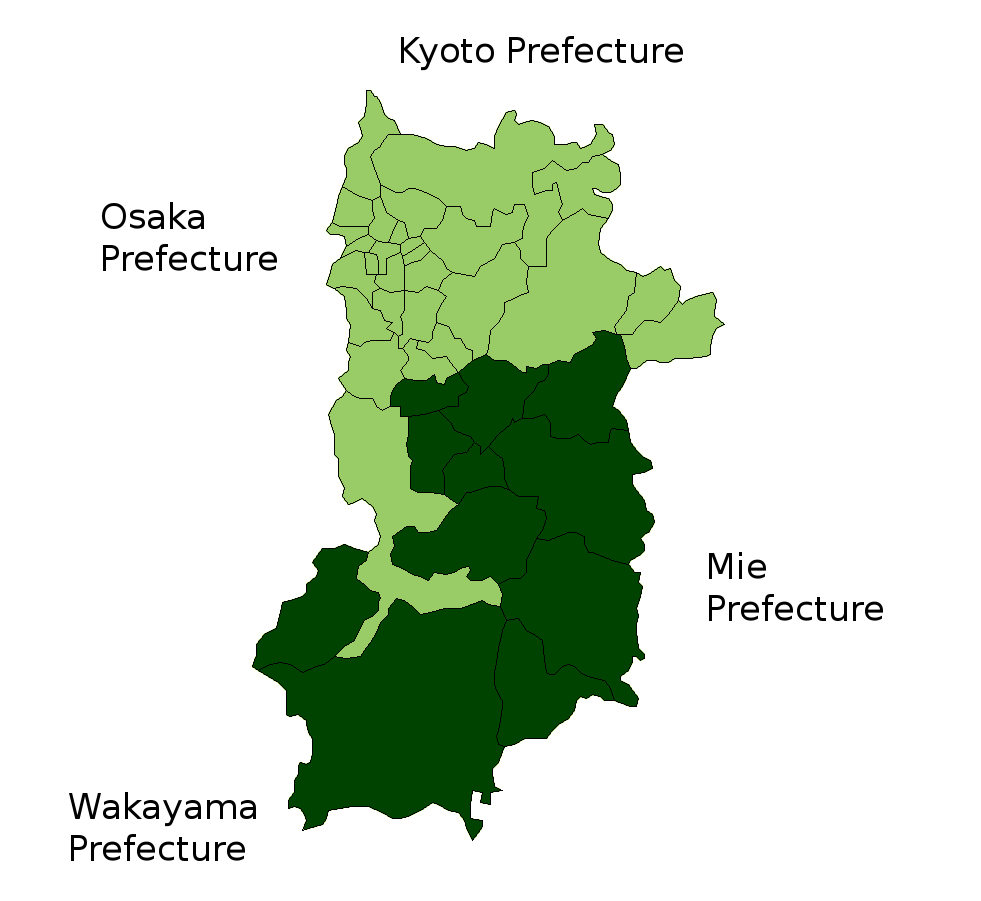
منطقه یوشینو در استان نارا

یوشینو (به ژاپنی: 吉野郡 Yoshino-gun) یکی از مناطق استان نارا در ژاپن است. در سال ۲۰۱۳ این منطقه ۴۴٬۲۲۱ نفر جمعیت داشته و تراکم جمعیت آن ۲۱٫۵ نفر در هر کیلومتر مربع بوده‌است. مساحت منطقه ۲٬۰۵۴٫۸۵ کیلومتر مربع است.
این منطقه دارای سه شهر و ۸ روستا است.